# Grit Naumann
Grit Naumann (* 13. Juli 1966 in Dresden, geboren als Grit Jensen, jetzt Grit Böhnke) ist eine ehemalige deutsche Volleyballspielerin.
Grit Naumann war 287-fache deutsche Nationalspielerin. 1988 nahm sie mit der Volleyball-Nationalmannschaft der DDR an den Olympischen Spielen in Seoul teil und belegte dort Platz fünf. 1996 nahm sie mit der deutschen Volleyball-Nationalmannschaft an den Olympischen Spielen in Atlanta teil und belegte dort Platz acht. 1994 wurde sie zur Volleyballerin des Jahres gewählt. Grit Naumann spielte für SC Dynamo Berlin, später CJD Berlin, und wurde insgesamt neunmal deutscher Meister.
Grit Naumanns ältere Schwester Heike war ebenfalls Volleyball-Nationalspielerin der DDR.